# Nguyễn Phúc Ngọc Cầu
Nguyễn Phúc Ngọc Cầu (chữ Hán: 阮福玉球; 1734 – 8 tháng 7 năm 1804), là một Công nữ, đồng thời là một cung tần của Chúa Nguyễn Phúc Khoát trong lịch sử Việt Nam.

## Tiểu sử
Công nữ Ngọc Cầu là con gái của Thái bảo Dận Quốc công Nguyễn Phúc Điền (con trai thứ 12 của chúa Nguyễn Phúc Chu). Xét về vai vế, bà là em họ với chúa Vũ Nguyễn Phúc Khoát.
Trong những năm cuối trị vì, Chúa Vũ say mê tửu sắc, không tha thiết việc nước. Quyền thần Trương Phúc Loan, đồng thời là cậu ruột của Chúa Vũ, càng dụ dỗ ông đi vào con đường nữ sắc. Bằng chứng là việc, Trương Phúc Loan đã tạo điều kiện cho bà Ngọc Cầu thường xuyên gần gũi, quyến rũ Chúa. Đây chính là mầm mống gây cảnh điêu tàn cho vương triều sau này.
Chúa Vũ rất sủng ái bà Ngọc Cầu, và bà đã sinh hạ cho Chúa được hai người con trai, là công tử Diệu (mất sớm, được tặng chức Thiếu bảo Quận công) và Công tử Nguyễn Phúc Thuần, sau này kế vị Chúa Vũ.
Bà Ngọc Cầu muốn Công tử Thuần lên ngôi nên luôn dỗ dành với Chúa, nhưng đình thần biết được âm mưu này đều ra sức can ngăn. Vì thế mà Chúa Vũ không lập Công tử Thuần làm Thế tử, thay vào đó là Công tử Nguyễn Phúc Luân (cha của vua Gia Long sau này), con của cung tần Trương Thị Dung.
Năm Ất Dậu (1765), Chúa Nguyễn Phúc Khoát băng hà, để lại di chiếu nhường ngôi cho Công tử Luân. Năm đó, Công tử Luân đã 33 tuổi, lại là người thông minh, hiểu chuyện nên khó lấn quyền. Trương Phúc Loan âm mưu cùng bà Ngọc Cầu, Thái giám Chử Đức Hầu và Chưởng dinh Nguyễn Cửu Thông không cho phát tang, gọi binh sĩ núp sẵn trong Vương phủ chờ lệnh. Loan vờ cho gọi Thái phó Y Đức hầu Trương Văn Hạnh, là người giáo huấn của Công tử Luân, vào bàn việc, rồi ra hiệu cho lính giết ông Hạnh, rồi bắt giam Công tử Luân, tôn Công tử Nguyễn Phúc Thuần lên làm Chúa (sau này được truy tôn miếu hiệu Duệ Tông).
Năm Giáp Ngọ (1774), Chúa Trịnh Đàng Ngoài nhân Đàng Trong có loạn liền đem quân tiến đánh Chúa Nguyễn. Chúa Nguyễn Phúc Thuần và Vương thất phải chạy vào Gia Định lánh nạn. Bà Ngọc Cầu không theo con trai vào Nam mà cho lập chùa Phước Thành ở tại Phú Xuân để tu. Chùa Phước Thành ngày nay tọa lạc trên đường Phan Đình Phùng, phường An Cựu, Huế.
Năm Gia Long thứ 3 (1804) mùa hạ, bà Ngọc Cầu mất, thọ 71 tuổi, tặng làm Tuệ Tĩnh Thánh Mẫu Nguyên Sư (慧淨聖母元師), hiệu là Thiệu Long Giáo chủ (紹隆教主), mộ táng trong khuôn viên chùa Phước Thành. Năm Gia Long thứ 4 (1805), vua cấp cho 15 mẫu ruộng, sai Tôn Thất Sài coi việc thờ cúng cho bà.